# Бордер-терьер
Бордер-терьер (от англ. border — «граница» и терьер) — порода собак.

## Происхождение
Судя по названию, бордер-терьер происходит из пограничных районов Англии и Шотландии, где эти небольшие и выносливые собаки использовались для охоты на барсуков и лисиц. При этом они должны были быть достаточно малы, чтобы проникать в норы этих животных, и к тому же иметь достаточно длинные ноги, чтобы не отставать от лошадей. Бордер-терьер должен был, кроме того, иметь такую шерсть, которая защищала бы его от холода, влаги и ран. От него требовалась также определённая резкость, необходимая для охоты на мелких хищных зверей. Поскольку собаки использовались преимущественно в стае, они прекрасно ладят друг с другом. Все эти качества у бордер-терьера, ставшего у себя на родине любимым охотничьим терьером, сохранились и до сих пор. Нередко его используют на охоте вместе с гончими. Бордер-терьер был официально признан в 1920 году.

## Внешний вид
Бордер-терьер — самый маленький из рабочих терьеров. Это английская порода, характерная для пограничных графств Англии и Шотландии. Это крепкая собака с уравновешенным темпераментом.
Высота в холке — около 28 см. Вес кобеля 5,9—7,1 кг, суки — 5,1—6,4 кг.
Окрас рыжий, пшеничный, «перец с солью», рыжевато-голубой.
Голова похожа на голову выдры, умеренно широкий череп, морда короткая и сильная, прикус ножницеобразный. Глаза тёмные, взгляд живой. Уши маленькие, V-образные, наклонены вперёд. Предпочтительна чёрная мочка носа, но тёмно-коричневая или телесного цвета не считается серьёзным недостатком.
Хвост умеренно короткий и довольно толстый у основания, к концу утончающийся, посажен высоко, держится весело, но не загнут на спину. Кости конечностей не крупные. Шерсть густая и плотная, с густым подшерстком.
Лапы небольшие, с толстыми подушечками.

## Характер
Смелые, очень живые, безжалостные на охоте, но ласковые дома. Бордер-терьер больше всего привязан к детям..

## Применение
Это типичный терьер, неутомимый, подвижный и сильный. В течение десятилетий он использовался только как охотник на лис и куниц. Как и большинство других терьеров, бордер-терьер постепенно «переквалифицировался» в домашнюю декоративную собаку, которую в наши дни особенно ценят за прекрасный характер и способность адаптироваться к любым условиям жизни. Несмотря на свою великую ненависть к лисам, бордер-терьер прекрасно уживается с другими домашними животными.

## Уход
Так как бордер-терьер полон кипучей энергии, то эту собаку должен держать тот, кто способен дать ей возможность много и часто бегать. Она нуждается в больших пространствах для прогулок.
Шерсть требует минимального ухода, а при подготовке к выставке — небольшого тримминга.
В период, когда бордер испытывает тяжёлые физические нагрузки, нужно увеличить его рацион.